# ماشین کف‌رند

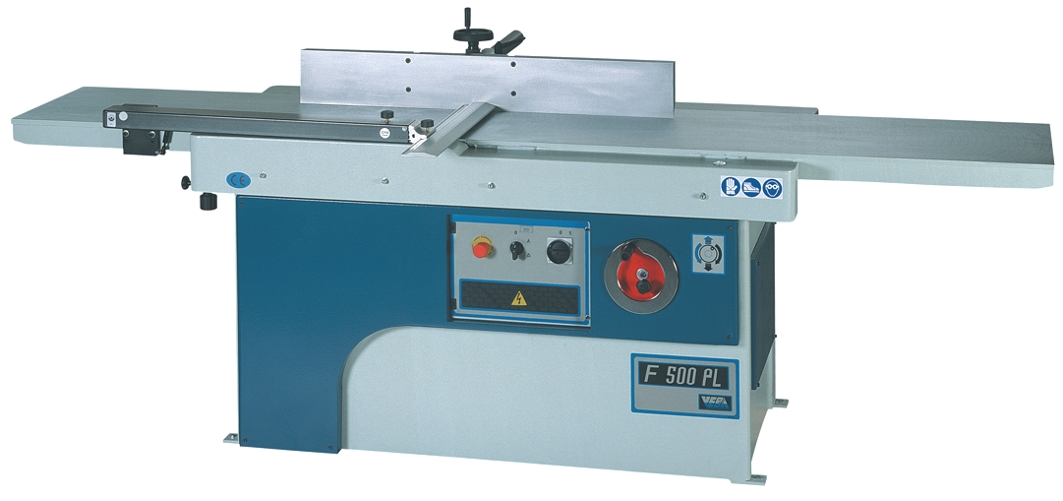
یک ماشین کف‌رند ایتالیایی با میزهایی با ابعاد بزرگ

ماشین کف‌رند (به انگلیسی: Jointer or Surface Planer) یکی از ماشین‌های صنایع چوب است که برای صاف کردن کردن سطوح چوب و یک رو و یک نر کردن اولیه چوب به کار می‌رود. عمل برش به وسیلهٔ استوانهٔ دوّاری صورت می‌گیرد که بر روی آن دو تا شش تیغه به صورت ساده یا اریب نصب شده‌اند. در کار با این ماشین مانند دیگر ماشین‌های صنایع چوب برای ایجاد یک سطح صاف، باید نمونه کار را به آرامی به پیش برد. از این ماشین برای دوراهه کردن و درز کردن نیز می‌توان استفاده کرد.
کارکرد اولیه این ماشین صاف کردن سطوح تخته‌ها پیش از متصل کردن آنها به صورت لبه به لبه برای ساختن تخته‌های بزرگ‌تر بوده‌است به همین دلیل این ماشین به انگلیسی Jointer (اتصال دهنده) نامیده می‌شود.

## طراحی و عملکرد

طرز عملکرد ماشین کف‌رند: نمونه به آرامی از میز کارده به میز کارگیر حرکت داده می‌شود و حرکت دورانی توپی رنده باعث برداشتن یک لایه و صاف شدن سطح چوب به وسیله تیغه رنده می‌شود

دستگاه کف رند از دو میز باریک و بلند که در یک امتداد هستند تشکیل شده‌است و توپی رنده نیز میان این دو میز جای گرفته‌است. توپی رنده به وسیله یک موتور القایی به حرکت در می‌آید. به این دو میز به اصطلاح کارده و کارگیر می‌گویند. در سر این صفحه در محل قرار میله رنده قطعه فولادی وجود دارد تا درصورت برخورد چوب‌های سنگین در هنگام رنده کردن، لبه این دو میز دچار شکستگی نگردد. این دو صفحه قابل جلو و عقب رفتن روی توپی رنده می‌باشند.
توپی رنده در زمان‌های قدیم به صورت چهارگوش ساخته می‌شد و تیغهٔ آن عریض تر از تیغه‌های کنونی بود. این توپی به وسیله پیچ یا مهره روی میله ثابت می‌شد و اغلب دو تیغه بود. تیغه‌های ماشین رنده از فولادهای آلیاژی سخت یا کروم–نیکل دار می‌باشد و طول این تیغه‌ها به اندازهٔ طول میله یا توپی ماشین رنده و برابر عرض صفحهٔ ماشین می‌باشد، محور تیغهٔ ماشین کف‌رند را می‌توان به صورت درپوشی، گوّه‌ای و مارپیچی طراحی کرد. امروزه دیگر از نوع درپوشی استفاده نمی‌شود. از نوع محور تیغه کف رند مارپیچی نیز با وجود بی سروصدا بودن و بالا بودن کیفیت سطحی قطعه کار، به خاطر هزینه بالا و سرویس مشکل آن صرف نظر می‌شود. بدین جهت اکثراً از محور تیغه کف رند گوّه‌ای استفاده می‌شود.
گونیای ماشین رنده نیز از یک صفحه کم عرض با طول نزدیک به طول صفحهٔ کارده و از جنس چدن ساخته شده که روی صفحهٔ ماشین رنده در موقع عمل قرار دارد و قسمت بیشتر طول آن باید روی صفحه کارده واقع شود این گونیا داری مکانیزم خاصی برای قرار روی صفحه می‌باشد که هم قابل حرکت در عرض صفحه ماشین روی میله رنده بوده هم قابل کج و راست شدن به اندازه ۴۵ درجه برای رندیدن چوب‌های با زاویه است ولی بیشتر اوقات روی زاویه نود درجه تنظیم می‌گردد.

## نکات ایمنی
در ماشین‌های کف رند بایستی تا حد امکان خطر پس زدن قطعه را به حداقل رساند. بدین جهت بایستی شرایط زیر برآورده شود:
- تیغه تیز
- محدودیت ضخامت براده برداری
- ضخامت براده برداشته از هر دور محور رنده حداکثر ۱/۱ میلی‌متر است، این محدودیت بدین ترتیب عملی می‌شود که تیغه رنده به‌طور شعاعی ۱/۱ میلی‌متر بالاتر از محور رنده قرار گیرد.
- محور تیغه رنده به‌طور دینامیکی بالانس می‌شود. برای اینکه هیچ عدم تعادل مضری در سیستم به وجود نیاید تیغه‌های نصب شده باید هم عرض بوده، جفت جفت تیز و قبل از نصب وزن شوند.[۳]